# Edmond Budina
Pour les articles homonymes, voir Budina.
Edmond Budina, né le 21 mars 1952 à Tirana (Albanie), est un réalisateur, scénariste et acteur albanais.

## Biographie
Edmond Budina naît à Tirana, en Albanie. Après avoir terminé l'Académie des Beaux-Arts d'Albanie en 1974, il commence à jouer au Théâtre National d'Albanie. Au cours de sa carrière, il joue plus de 45 rôles. Sa première apparition à l'écran remonte à 1978 dans le film Dollia e dasmës sime. Plus tard, il joue divers rôles dans d'autres films albanais, dans beaucoup d'entre eux en tant qu'acteur principal. De 1980 à 1992, il est professeur à l'Académie des Beaux-Arts d'Albanie.
En 1992, Edmond Budina émigre en Italie. Il y continue son travail, d'abord avec de petits documentaires et des rôles au théâtre, puis plus tard avec des films. 
En 1988, il adapte avec Pirro Mani et met en scène au Théâtre national à Tirana le roman Constantin et Doruntine.
Edmond Budina a accusé le gouvernement d'avoir délibérément commencé la démolition du Théâtre National d'Albanie alors qu'une douzaine de personnes se trouvaient à l'intérieur du bâtiment dont, notamment, l'acteur Neritan Liçaj (sq) et lui-même.

## Filmographie partielle
Sauf indication contraire, les informations mentionnées dans cette section peuvent être confirmées par la base de données cinématographiques IMDb,  présente dans la section « Liens externes ».

### Au cinéma

#### Comme scénariste et réalisateur
- 2003 : Lettere al vento (sq)
- 2011 : Balkan Bazaar (en)
- 2017 : Broken

#### Comme acteur
- 2003 : Lettere al vento (sq) : Niko
- 2005 : Tickets (en persan : بلیت ها, Belit hā) d'Ermanno Olmi, Ken Loach et Abbas Kiarostami :
- 2011 : Balkan Bazaar (en) : prêtre

## Récompenses et distinctions
Sauf indication contraire, les informations mentionnées dans cette section peuvent être confirmées par la base de données cinématographiques IMDb,  présente dans la section « Liens externes ».
D'après l'IMDb, Edmond Budina a obtenu deux nominations.
Prix remportés
- 2018 : 72e Festival international du cinéma de Salerne (it) : Celluloïd d'or pour Broken[6]